# Torneio Clausura de 2009 (Argentina)
O Torneio Clausura de 2009 corresponde aos jogos do segundo turno do Campeonato Argentino de Futebol da temporada 2008/2009. O vencedor foi o Vélez Sarsfield, que na final venceu o Huracán por um a zero, com gol de Maximiliano Morález.